# Grand Prix moto d'Imola 1998
Le  Grand Prix moto d'Imola 1998 est la onzième manche du championnat du monde de vitesse moto 1998. La compétition s'est déroulée du 4 au 6 septembre 1998 sur l'Autodromo Enzo e Dino Ferrari.
C'est la 3e édition du Grand Prix moto d'Imola.

## Classement 500 cm3
| Pos  | Pilote                   | Constructeur | Temps/Écart     | Points |
| ---- | ------------------------ | ------------ | --------------- | ------ |
| 1    | Mickael Doohan           | Honda        | 46 min 00 s 092 | 25     |
| 2    | Àlex Crivillé            | Honda        | +6 s 564        | 20     |
| 3    | Max Biaggi               | Honda        | +9 s 721        | 16     |
| 4    | Alex Barros              | Honda        | +11 s 244       | 13     |
| 5    | Jean-Michel Bayle        | Yamaha       | +21 s 672       | 11     |
| 6    | Norifumi Abe             | Yamaha       | +28 s 407       | 10     |
| 7    | Tadayuki Okada           | Honda        | +36 s 627       | 9      |
| 8    | Sete Gibernau            | Honda        | +36 s 876       | 8      |
| 9    | Nobuatsu Aoki            | Suzuki       | +37 s 332       | 7      |
| 10   | Carlos Checa             | Honda        | +47 s 677       | 6      |
| 11   | Simon Crafar             | Yamaha       | +55 s 890       | 5      |
| 12   | Régis Laconi             | Yamaha       | +57 s 040       | 4      |
| 13   | John Kocinski            | Honda        | +58 s 878       | 3      |
| 14   | Kenny Roberts Jr         | Modenas      | +1 min 06 s 104 | 2      |
| 15   | Ralf Waldmann            | Modenas      | +1 min 18 s 308 | 1      |
| 16   | Katsuaki Fujiwara        | Suzuki       | +1 min 19 s 432 |        |
| 17   | Juan Borja               | Honda        | +1 min 28 s 491 |        |
| 18   | Matt Wait                | Honda        | +1 min 50 s 817 |        |
| 19   | Fabio Carpani            | Honda        | +1 tour         |        |
| Abd. | Bernard Garcia           | Honda        | Abandon         |        |
| Abd. | Jurgen van den Goorbergh | Honda        | Abandon         |        |
| Abd. | Sébastien Gimbert        | Honda        | Abandon         |        |
| Abd. | Scott Smart              | Honda        | Abandon         |        |
| Abd. | Eskil Suter              | Muz-Weber    | Abandon         |        |
| Abd. | Paolo Tessari            | Paton        | Abandon         |        |

## Classement 250 cm3
| Pos  | Pilote              | Constructeur | Temps/Écart     | Points |
| ---- | ------------------- | ------------ | --------------- | ------ |
| 1    | Valentino Rossi     | Aprilia      | 43 min 43 s 815 | 25     |
| 2    | Loris Capirossi     | Aprilia      | +2 s 687        | 20     |
| 3    | Stefano Perugini    | Honda        | +4 s 175        | 16     |
| 4    | Tohru Ukawa         | Honda        | +6 s 524        | 13     |
| 5    | Olivier Jacque      | Honda        | +29 s 180       | 11     |
| 6    | Haruchika Aoki      | Honda        | +31 s 615       | 10     |
| 7    | Luca Boscoscuro     | TSR-Honda    | +32 s 948       | 9      |
| 8    | Roberto Rolfo       | TSR-Honda    | +33 s 614       | 8      |
| 9    | Takeshi Tsujimura   | Yamaha       | +35 s 892       | 7      |
| 10   | Tetsuya Harada      | Aprilia      | +39 s 595       | 6      |
| 11   | Luis d'Antin        | Yamaha       | +53 s 590       | 5      |
| 12   | José Luis Cardoso   | Yamaha       | +53 s 998       | 4      |
| 13   | Franco Battaini     | Yamaha       | +54 s 686       | 3      |
| 14   | Noriyasu Numata     | Suzuki       | +56 s 383       | 2      |
| 15   | Jason Vincent       | TSR-Honda    | +1 min 00 s 924 | 1      |
| 16   | Davide Bulega       | ERP-Honda    | +1 min 13 s 181 |        |
| 17   | Diego Giugovaz      | Aprilia      | +1 min 16 s 205 |        |
| 18   | Osamu Miyazaki      | Yamaha       | +1 min 25 s 369 |        |
| 19   | Ivan Antonelli      | Aprilia      | +1 min 29 s 514 |        |
| 20   | Yasumasa Hatakeyama | Honda        | +1 min 33 s 768 |        |
| 21   | Johann Stigefelt    | Suzuki       | +1 min 35 s 296 |        |
| 22   | Matthieu Lagrive    | Honda        | +1 min 38 s 260 |        |
| 23   | Filippo Cotti       | Honda        | +1 min 42 s 065 |        |
| 24   | Federico Gartner    | Aprilia      | +1 tour         |        |
| Abd. | Jeremy McWilliams   | TSR-Honda    | Abandon         |        |
| Abd. | Marcellino Lucchi   | Aprilia      | Abandon         |        |
| Abd. | Sebastian Porto     | Aprilia      | Abandon         |        |

## Classement 125 cm3
| Pos  | Pilote             | Constructeur | Temps/Écart     | Points |
| ---- | ------------------ | ------------ | --------------- | ------ |
| 1    | Tomomi Manako      | Honda        | 42 min 05 s 831 | 25     |
| 2    | Marco Melandri     | Honda        | +0 s 087        | 20     |
| 3    | Masao Azuma        | Honda        | +10 s 394       | 16     |
| 4    | Kazuto Sakata      | Aprilia      | +10 s 466       | 13     |
| 5    | Masaki Tokudome    | Aprilia      | +22 s 699       | 11     |
| 6    | Youichi Ui         | Yamaha       | +26 s 133       | 10     |
| 7    | Roberto Locatelli  | Honda        | +26 s 546       | 9      |
| 8    | Yoshiaki Katoh     | Yamaha       | +28 s 161       | 8      |
| 9    | Arnaud Vincent     | Aprilia      | +30 s 584       | 7      |
| 10   | Ivan Goi           | Aprilia      | +48 s 516       | 6      |
| 11   | Frédéric Petit     | Honda        | +48 s 656       | 5      |
| 12   | Gianluigi Scalvini | Honda        | +1 min 02 s 010 | 4      |
| 13   | Emilio Alzamora    | Aprilia      | +1 min 12 s 085 | 3      |
| 14   | Steve Jenkner      | Aprilia      | +1 min 12 s 085 | 2      |
| 15   | Andrea Zappa       | Honda        | +1 min 12 s 408 | 1      |
| 16   | Enrique Maturana   | Yamaha       | +1 min 13 s 006 |        |
| 17   | Max Sabbatani      | Honda        | +1 min 16 s 643 |        |
| 18   | Federico Cerroni   | Aprilia      | +1 min 24 s 081 |        |
| 19   | Andrea Iommi       | Honda        | +1 min 33 s 199 |        |
| Abd. | Jaroslav Huleš     | Honda        | Abandon         |        |
| Abd. | Lucio Cecchinello  | Honda        | Abandon         |        |
| Abd. | Gino Borsoi        | Aprilia      | Abandon         |        |
| Abd. | Jeronimo Vidal     | Aprilia      | Abandon         |        |
| Abd. | Mirko Giansanti    | Honda        | Abandon         |        |
| Abd. | Marco Tresoldi     | Honda        | Abandon         |        |
| Abd. | Riccardo Chiarello | Aprilia      | Abandon         |        |
| Abd. | Angel Nieto Jr     | Aprilia      | Abandon         |        |